# 융건릉
융건릉(隆健陵)은 사적 제206호로 지정된 문화재로 장조의황제(사도세자)와 그의 비 헌경의황후(혜경궁 홍씨)를 합장한 융릉(隆陵)과 그의 아들 정조선황제와 효의선황후를 합장한 건릉(健陵)을 합쳐 부르는 이름으로 대한민국 경기도 화성시 안녕동에 있다.

## 융릉
융릉(隆陵)은 조선 정조의 아버지이자 사도세자(또는 장헌세자)로 알려진 조선 장조의황제(莊祖, 1735년 ~ 1762년)와 혜경궁 홍씨로 널리 알려진 헌경의황후(獻敬懿皇后, 1735년 ~ 1815년)가 함께 모셔진 능이다.
본래 사도세자의 묘는 원래 경기도 양주시 배봉산(현재 서울특별시 동대문구) 기슭에 수은묘(垂恩墓)로 있었으나 왕위에 오른 정조가 사도세자를 장헌세자(莊獻世子)로 추숭하고 난 뒤, 묘를 영우원(永祐園)으로 높였으나 묘지 이장을 준비하고 곧 그의 지시로 지금의 자리로 옮겨 현륭원(顯隆園)이라 이름붙였으며 효성이 지극한 정조는 죽은 후 그 곁에 묻혔다고 전해진다. 1899년 대한제국 고종은 왕계 혈통상 고조부인 장헌세자를 장조로 추숭하면서 현륭원이란 명칭도 융릉으로 격상시켰다.

## 건릉
건릉(健陵)은 조선 제 22대 왕인 정조선황제와 효의선황후의 합장릉이다.
1800년 8월 18일(음력 6월 28일) 정조가 49세의 나이로 승하하자 유언대로 같은 해 11월 6일 아버지의 능인 현륭원(훗날 융릉) 동쪽 두 번째 언덕에 안장되었다. 21년 후 순조 21년 1821년 3월 9일 효의왕후가 승하하였다. 효의왕후를 건릉 부근에 안장하려다 김조순의 풍수지리상 좋지 않다는 주장으로 길지를 찾아 순조 21년 1821년 정조의 릉을 현재의 위치로 이장하고 효의왕후와 합장해서 오늘날의 건릉이 되었다.
합장릉이지만 융릉과 같이 혼유석이 하나이다. 19세기 왕릉 석물 제도의 새로운 모범을 보여주고 있는 융릉과 건릉은 정조 때의 문운이 융성하던 기운과 양식을 그대로 반영한 것이라 할 수 있다.

## 사진

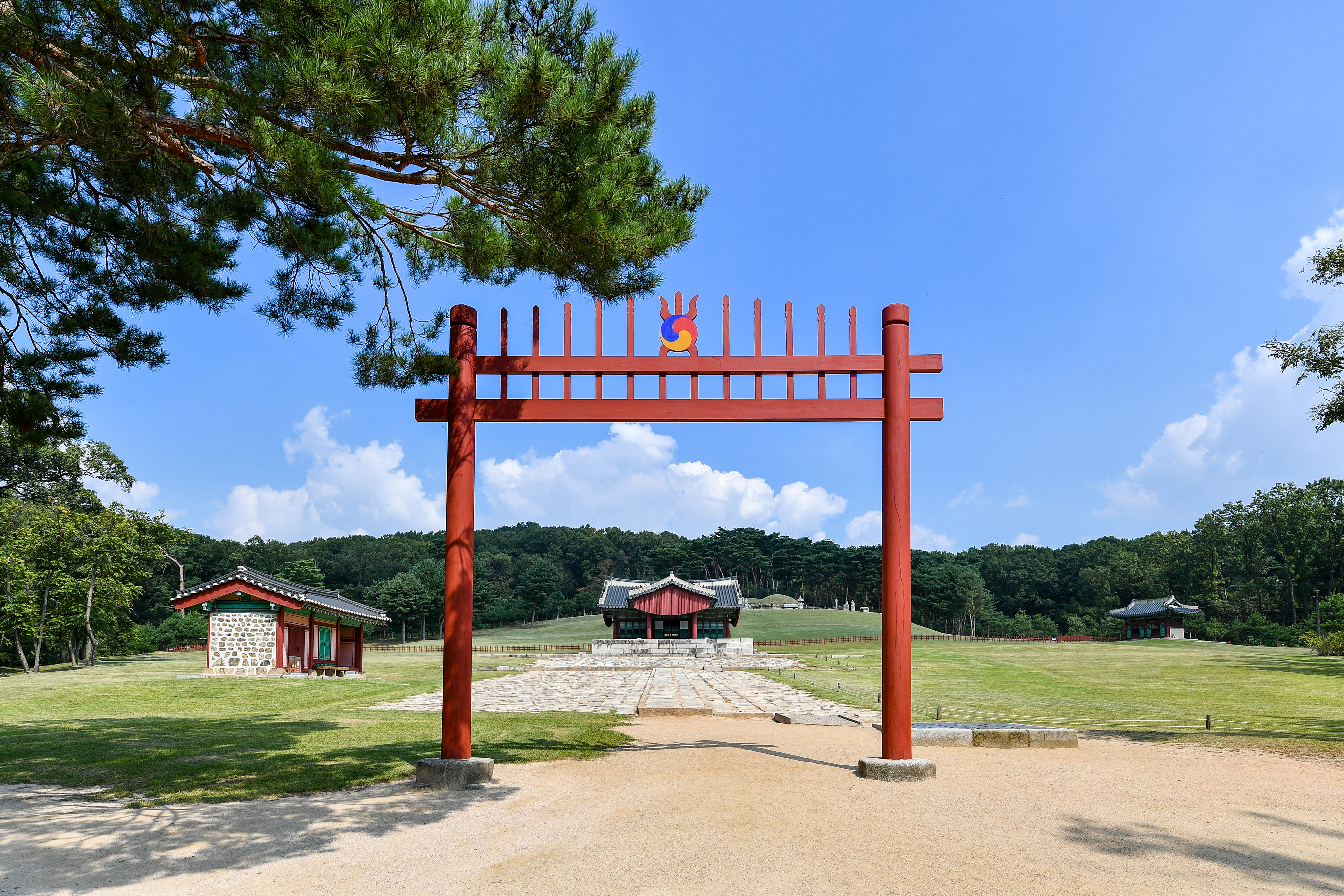
융릉 홍살문
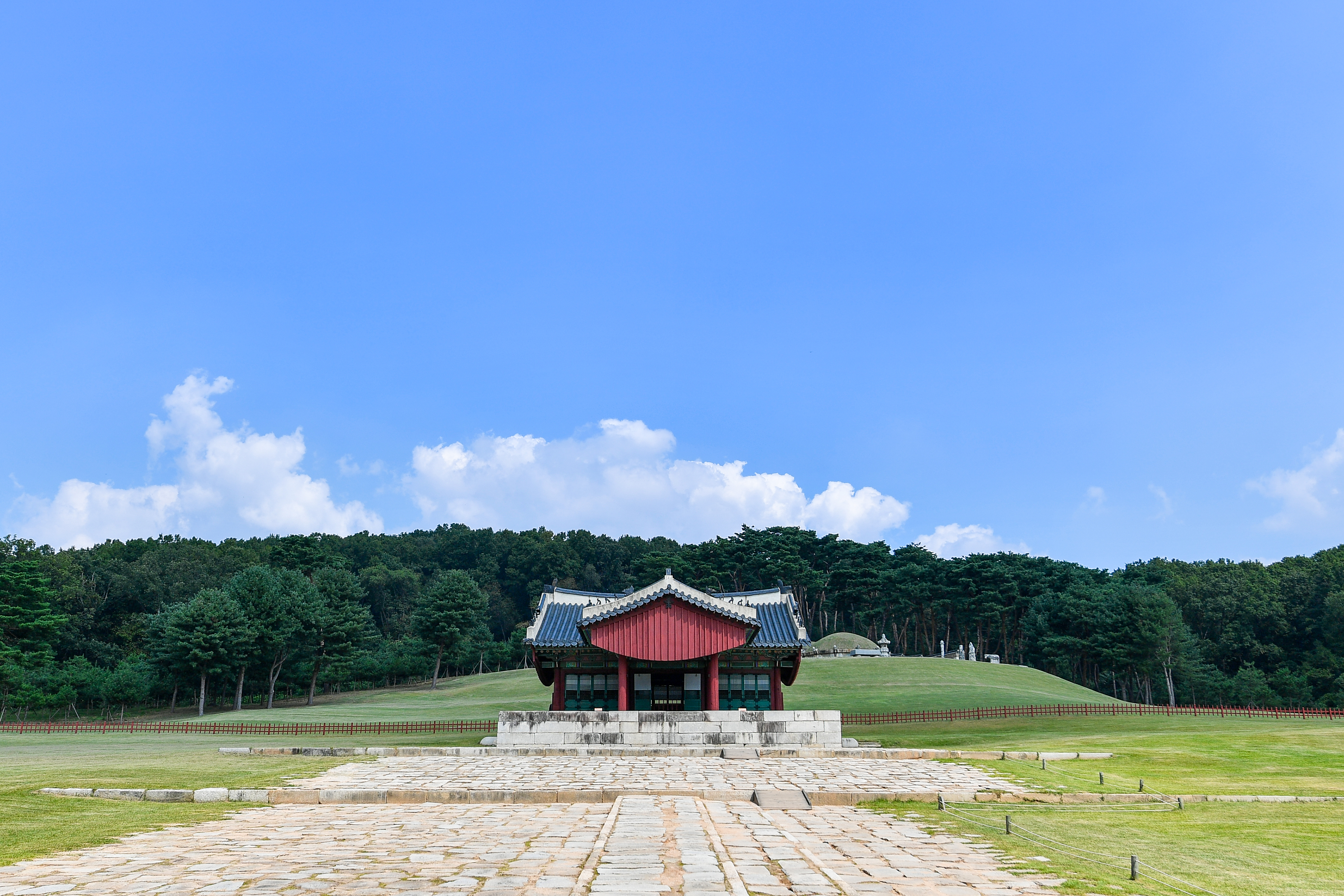
융릉 정자각
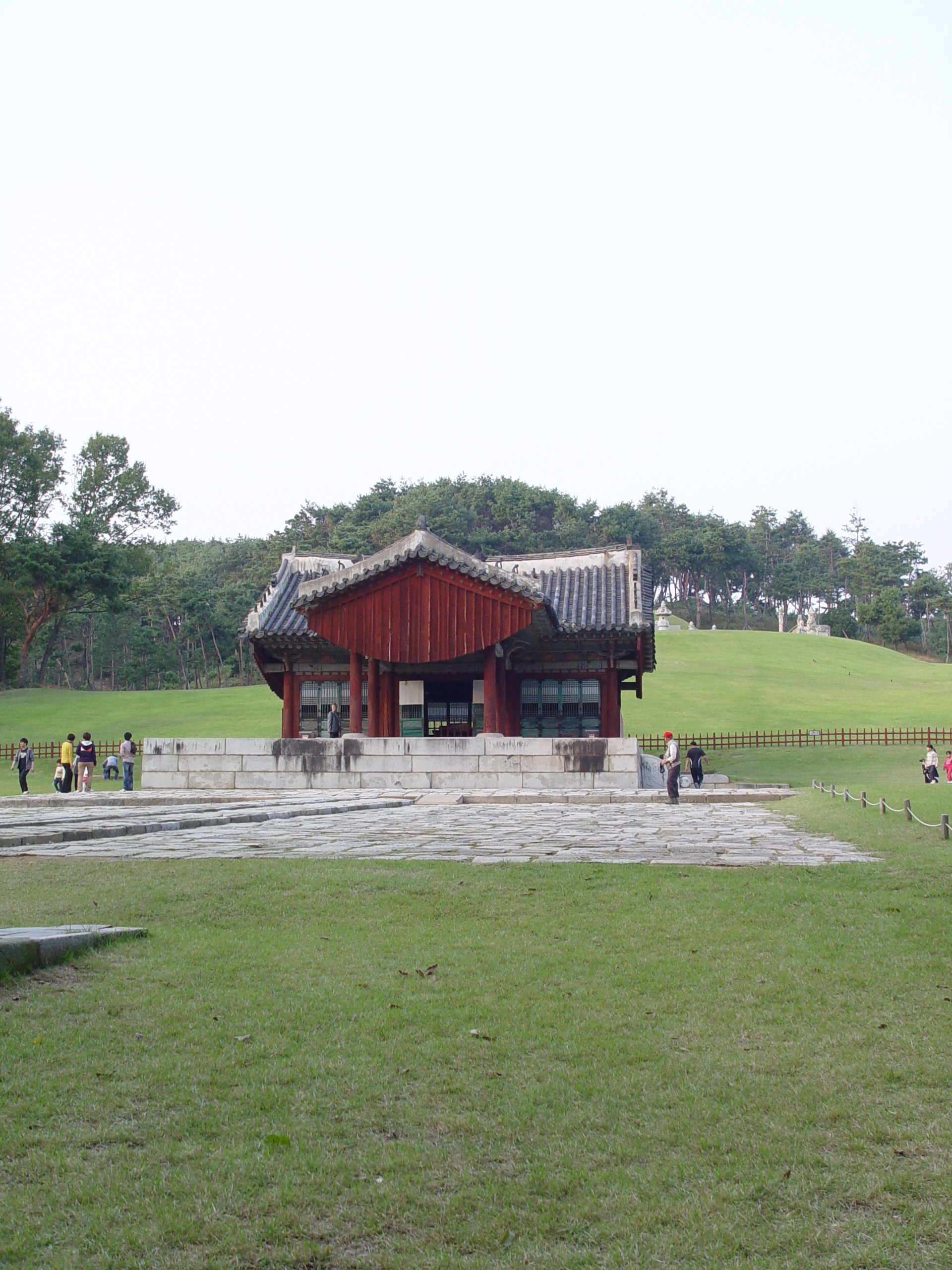
건릉 정자각

## 같이 보기
- 조선왕릉
- 사도세자 - 조선 22대 왕 정조의 부친
- 혜경궁 홍씨 - 조선 22대 왕 정조의 모친
- 정조 - 조선 22대 왕
- 효의왕후 - 조선 22대 왕 정조의 정비(아내,처)
- 한중록
- 화성 융릉 개비자나무 - 대한민국의 천연기념물